# Bannock

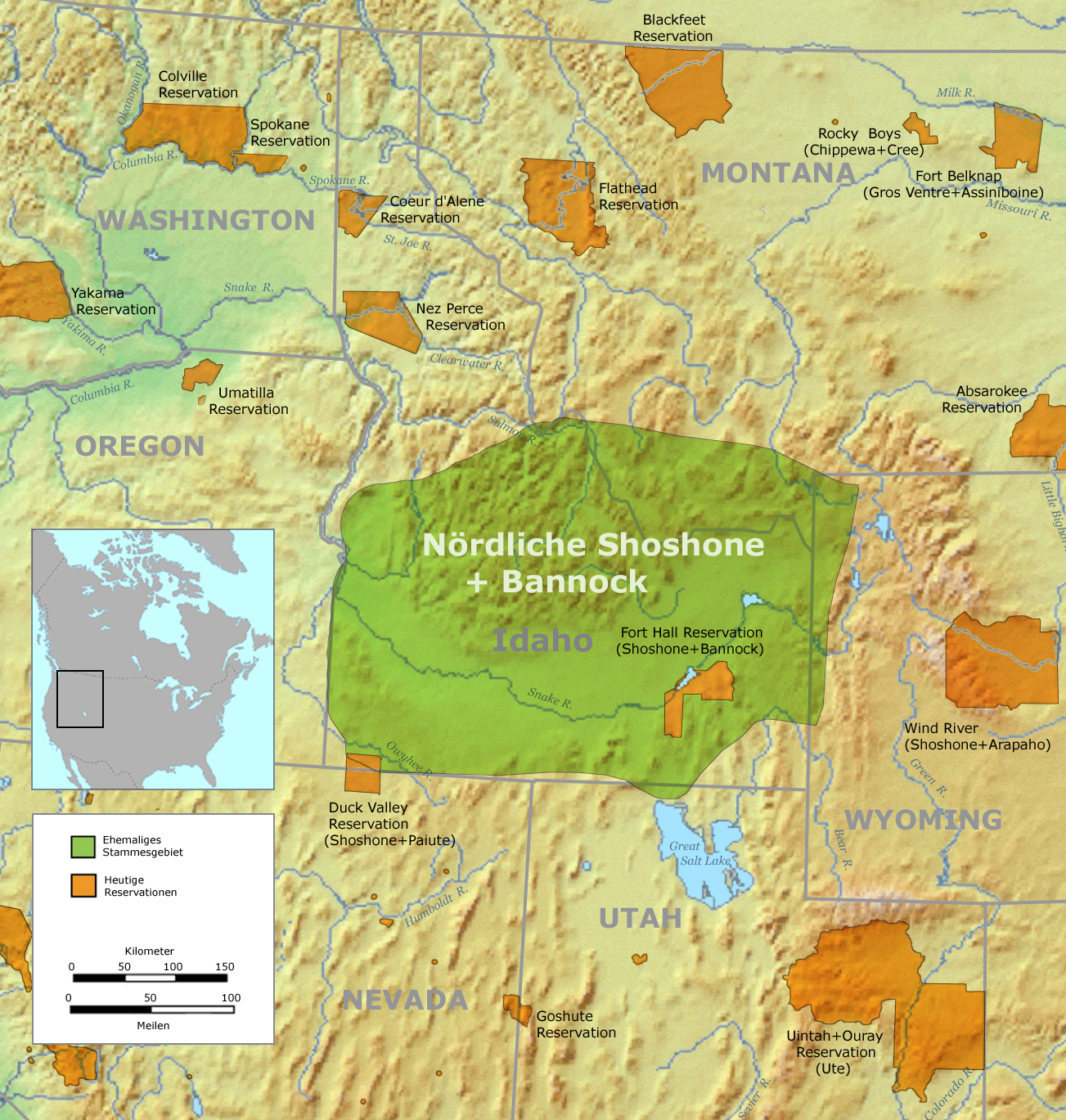
Territori dels bannock

Els bannock són una tribu de la Gran Conca de parla uto-asteca, molt relacionats amb els paiute i els xoixons. El seu nom prové de panaílǐ, panaeti, o bé de banakwut.

## Localització
Feien vida nòmada per Idaho i Wyoming, als marges del Snake. Actualment viuen amb una fracció dels xoixons a la reserva de Fort Hall (Idaho), de 544.000 acres, on han format la tribu reconeguda federalment Tribu Xoixon-Bannock de la Reserva Fort Hall d'Idaho.

## Demografia
Mai no van passar dels 2.000 individus, tot i que alguns afirmen que eren 8.000 el 1829, potser amb els xoixons. El 1869 uns 600 foren tancats a la reserva, però el 1885 foren reduïts a 422. El 1900 hi havia uns 513, però n'hi ha molts barrejats amb els xoixons. El 1960 eren 337 a Idaho, i a la reserva de Fort Hall hi havia 1.700 xoixon i bannock el 1990.
Segons dades de la BIA del 1995, a la reserva de Fort Hall d'Idaho hi vivien 6.365 individus (però 3.959 al rol tribal).
Segons dades del cens dels EUA del 2000, la tribu shoshone-bannock de Fort Hall tenia 4.587 individus, més 40 barrejats amb altres tribus, 503 barrejats amb altres races i 5 amb altres races i altres tribus. En total, 5.135 individus. Alhora, hi ha 89 censats com a bannock (38 purs, 5 barrejats amb altres tribus, 42 amb altres races, 4 amb altres races i altres tribus).

## Costums

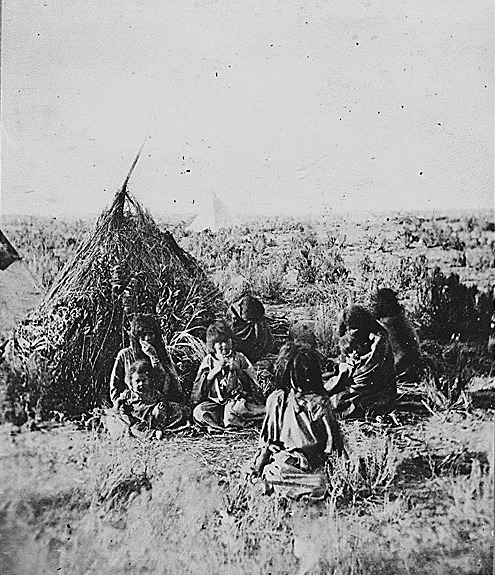
Indis bannock en una tenda a Idaho, 1872

Estaven dividits en cinc grups: kutshundika, o menjadors de búfals, penointikara, o menjadors de mel, shohopanaiti o bannock del cotoner, yambadika o menjadors d'arrels i waradika o menjadors d'arròs. Com els xoixons de la planura, la seva cultura es basa en el búfal, el cavall i la vida seminòmada. Les migracions estiuenques els feien anar a Shoshone Falls, on pescaven salmons, recollien baies i caçaven quelcom a l'hivern, per anar a caçar búfals a l'estiu al Yellowstone. Les expedicions més allunyades del capitost per a assolir poder requerien un bon tractat de cooperació amb els xoixons, amb qui vivien i amb qui lluitaven contra els blackfoot, que controlaven els caceres a Montana. Mai no foren nombrosos, però sempre restaren hostils als blancs.

## Història
Cap al 1700 arribaren al sud d'Idaho i s'establiren al llarg del riu Snake, se separaren dels payute, dels quals només els separaven 200 kilòmetres, i vivien amb els xoixons, amb qui adoptaren els cavalls i caçaren búfals per Colorado, Utah, Montana i Oregon, enfrontant-se a les tribus locals.
El 1805 foren visitats per Lewis i Clark, i ja els descriviren com a hostils. Malgrat això, el 1829 Jim Bridger va comerciar amb ells, però això no va evitar que ataquessin els minaires que anaven pel camí d'Oregon.
Tot i així, el 1868 signaren amb els xoixons el Tractat de Fort Bridger que els assegurava l'ús de l'aigua del Snake. El 1869 es va crear la reserva de Fort Hall, per a 600 dels seus, i hi enviaren tropes federals per tal d'evitar possible revoltes. Es van mantenir amb els paiute perquè els destrossaren les plantes de cames vora Fort Boise. La fam, la frustració per la desaparició del búfal i la insensibilitat de la política dels EUA portaren a la Guerra Bannock del 1878, iniciada amb una revolta i blancs morts a Camas Prairie; el seu cap Buffalo Horn sublevà 200 indis el juny i destrossaren una patrulla, però mataren Buffalo Horn. Els nous caps rebels paiute, Egan i el bruixot Oytes, es reorganitzaren a Sleens Mountain, però el 8 de juliol foren vençuts a Birch Creek. Egan intentà amagar-se a la Reserva Umatilla, però el mataren, i l'agost capturaren Oytes. Però el conflicte culminà el 5 de setembre amb la matança de 140 dones i nens a Charle's Ford (Wyoming), i el miler de supervivents es rendiren al general Howard. Un grup va escapar a Wyoming, però foren atrapats a la reserva índia Wind River. Aleshores tancaren la reserva Malheur i foren enviats a Fort Hall, mentre que els payute ho eren a la reserva Yakima. El 1885 només hi havia 422 a Fort Hall. El 1869 hi havia uns 600 per a enviar a la reserva, que el 1872 els atribuïren 1.200.000 acres, però els reduïren a la meitat. El 1990 els de Fort Hall van assegurar-se el dret d'usar el cabal de l'aigua del riu Snake setgons el Tractat que signaren el 1868, i ho empren per a regar llurs terres i pastures. El membre més destacat de la tribu és LaNada Boyer.

## Notables bannocks
- Mark Trahant, periodista
- Randy'L He-dow Teton, model